# Хронологія рекордів України в приміщенні зі стрибків у довжину серед чоловіків
Рекорди України зі стрибків у довжину в приміщенні визнаються Федерацією легкої атлетики України з-поміж результатів, показаних українськими легкоатлетами, за умови дотримання встановлених вимог.
Національні рекорди почали фіксуватись, починаючи з 1987. До цього вівся статистичний облік вищих національних досягнень у вказаній дисципліні.

## Хронологія

### Вищі досягнення
|  | Результат | Атлет                            | Місто змагань | Дата змагань | Примітки | Відео |
|  | --------- | -------------------------------- | ------------- | ------------ | -------- | ----- |
|  | 7,85      | Леонід Борковський Київ          | Прага         | 12.03.1967   |          |       |
|  |           |                                  |               |              |          |       |
|  | 8,05      | Валерій Підлужний Донецьк        | Донецьк       | 04.02.1973   |          |       |
|  |           |                                  |               |              |          |       |
|  | 8,12      | Валерій Підлужний Донецьк        | Москва        | 16.02.1980   |          |       |
|  |           |                                  |               |              |          |       |
|  | 8,17      | Сергій Лаєвський Дніпропетровськ | Кишинів       | 15.02.1985   |          |       |
|  |           |                                  |               |              |          |       |

### Рекорди
|                                        | Результат | Атлет                            | Місто змагань | Дата змагань | Примітки | Відео |
| -------------------------------------- | --------- | -------------------------------- | ------------- | ------------ | -------- | ----- |
| 1                                      | 8,17      | Сергій Лаєвський Дніпропетровськ | Кишинів       | 15.02.1985   |          |       |
|                                        |           |                                  |               |              |          |       |
| 2                                      | 8,32      | Володимир Очкань Полтава         | Вільнюс       | 10.01.1988   |          |       |
|                                        |           |                                  |               |              |          |       |
| 26                                     | 8,33      | Роман Щуренко Дніпропетровськ    | Бровари       | 16.02.2002   | [ 1 ]    |       |
|                                        |           |                                  |               |              |          |       |
| 23 роки, 29 днів від дати встановлення |           |                                  |               |              |          |       |